# Twenty Four Sevn 2
Twenty Four Sevn 2 is de tweede EP van de Nederlandse rapper Sevn Alias. Het album werd op 15 januari 2016 uitgebracht onder het label Rotterdam Airlines. Het album bevat onder andere producties van Esko. Er staan gastoptredens op van: Kevin, Jonna Fraser, Lijpe, Crooks, Jairzinho, Young Mills en Vic9. 

## Tracklist
| Nr. | Titel                                          | Duur |
| --- | ---------------------------------------------- | ---- |
| 1.  | Kifesh                                         | 3:05 |
| 2.  | Beweging (met Kevin)                           | 3:00 |
| 3.  | Brengt Mij Geld                                | 3:37 |
| 4.  | Woosh (met Jonna Fraser en Lijpe)              | 3:24 |
| 5.  | Stappen (met Crooks)                           | 3:24 |
| 6.  | Wegen                                          | 3:30 |
| 7.  | Enge Whip (met Jairzinho, Young Mills en Vic9) | 3:07 |
| 8.  | 2 Cups / Geen Rust (met Jonna Fraser)          | 3:22 |